# Thanasis Pafilis
Thanasis Pafilis (n. 8 noiembrie 1954, Pitsi⁠(d), Grecia Centrală, Grecia) este un om politic grec, membru al Parlamentului European în perioada 2004-2009 din partea Greciei.
1. ↑   https://www.hellenicparliament.gr/Vouleftes/Diatelesantes-Vouleftes-Apo-Ti-Metapolitefsi-Os-Simera/?MpId=f93525ad-fdc4-444c-a286-79b8c6724558 Lipsește sau este vid: |title= (ajutor)
2. ↑   https://www.hellenicparliament.gr/Vouleftes/Diatelesantes-Vouleftes-Apo-Ti-Metapolitefsi-Os-Simera/?MpId=f93525ad-fdc4-444c-a286-79b8c6724558, accesat în 12 ianuarie 2025 Lipsește sau este vid: |title= (ajutor)
3. ↑  Deputații în Parlamentul European